# محمود شیوازاد
محمود شیوازاد پژوهشگر ایرانی و استاد بازنشستهٔ گروه علوم دامی دانشگاه تهران است. او برای ترجمه کتاب زیست‌فراهمی مواد مغذی در حیوانات: اسیدهای آمینه، مواد معدنی و ویتامین‌ها برگزیدهٔ بیست و سومین دورهٔ کتاب سال ایران شد.
شیوازاد دانش‌آموختهٔ دورهٔ دکتری از دانشگاه آرکانزاس است.